# Carex longipes
Carex longipes är en halvgräsart som beskrevs av David Don, Tilloch och Thomas Taylor. Carex longipes ingår i släktet starrar, och familjen halvgräs. IUCN kategoriserar arten globalt som livskraftig.

## Underarter
Arten delas in i följande underarter:
- C. l. longipes
- C. l. sessilis